# Добјегњев
Добјегњев (пољ. Dobiegniew) је град у Пољској у Војводству Лубушком у Повјату стшелчко-дрезденецком. Према попису становништва из 2011. у граду је живело 3.210 становника.

## Становништво
Према прелиминарним подацима са пописа, у граду је 2011. живело 3.210 становника.
| 2002. | 2011. | 2012. |
| ----- | ----- | ----- |
| 3.226 | 3.210 | 3.204 |